# الدفعة 10
الدفعة 10 هي اسم أطلقه الصحفيون على الدفعة العاشرة من الأسرى السعوديين السابقين الذين سيتم إعادتهم إلى السعودية. كان خمسة من الأسرى الأربعة عشر في هذه الدفعة الذين أعيدوا إلى السعودية في 9 نوفمبر 2007 من بين أحد عشر أسيرًا سابقًا في غوانتانامو مدرجين في قائمة الرجال الـ 85 على قائمة السعوديين لأكثر المطلوبين المشتبه في أنهم إرهابيون، نُشر في 3 فبراير 2009.
أحدهم سعيد علي الشهري، أصبح الثاني في قيادة تنظيم القاعدة في شبه الجزيرة العربية. وفقا لبيتر تايلور، مراسل بي بي سي، وجد فريقه أن مجموعة من السعوديين عادوا في نوفمبر 2007 إشكالية. وذكر أن العديد من هؤلاء الأسرى لم يتم تأهيلهم. وذكر أن خمسة من الرجال الأربعة عشر في الدفعة 10 فروا إلى اليمن، وانضموا إلى الجهاديين هناك. أسماء الخمسة هي محمد عتيق عويد الحربي، سعيد الشهري، يوسف الشهري، مرتضى علي سعيد مغرم، تركي العسيري. ظهر سعيد الشهري ومحمد عتيق عويد الحربي في شريط فيديو يهددون بالخطر في يناير 2009. قام سعيد الشهري بدور قيادي في تنظيم القاعدة في شبه الجزيرة العربية. قتل يوسف الشهري في تبادل لإطلاق النار مع مسؤولي الأمن السعوديين. ويُزعم أنه حاول عبور الحدود السعودية مرتدياً ملابس برقع أفغاني، وهي ملابس نسائية تغطي جميع الجسم، مسلحة بحزام انتحاري. يذكر تايلور أن مرتضى علي سعيد مغرم وتركي العسيري ما زالوا مطلقي السراح. الرجال التسعة الآخرون الذين تم إعادتهم إلى الوطن في الدفعة 10 هم: زيد محمد سعيد الحسين، سلطان أحمد ديردير موسى العويضة، خالد سعود عبد الرحمن البواردي، فهد سلطان، فهد عمر عبد الماجد الشريف، نايف عبدالله إبراهيم النخيلان، عبد الله عبد المعين الوفتيتي، هاني سعيد محمد الخليف، وجابر حسن محمد القحطاني.